# Protographium oberthueri
Protographium oberthueri is een vlinder uit de familie van de pages (Papilionidae). De wetenschappelijke naam van de soort is voor het eerst geldig gepubliceerd in 1906 door Karl Jordan & Lionel Walter Rothschild. Dit taxon wordt wel beschouwd als een kruising tussen Protographium agesilaus × Protographium philolaus.